# 折毛圆唇苣苔
折毛圆唇苣苔（学名：Gyrocheilos retrotrichus）为苦苣苔科圆唇苣苔属下的一个种。

## 扩展阅读
維基物種上的相關：折毛圆唇苣苔